# ナザレナ・ロメロ

ナザレナ・ロメロ（Nazarena Romero、1994年5月23日 - ）は、アルゼンチンのプロボクサーである。元WBA女子世界スーパーバンタム級王者。

## 経歴
2018年1月20日、カタマルカにてプロデビューし、Paola Farfanを3-0判定で降す。
6戦全勝（3KO）で2019年4月12日、カタマルカのPolideportivo Fray Mamerto EsquiúにてMarianela Ramírezとの南米女子バンタム級王座決定戦に臨み、3-0（98–92×2、97–95）の判定でプロ初タイトル獲得。
3戦後の2019年12月28日、サラテのClub IndependienteにてLaura GriffaとのFAB＆南米女子スーパーバンタム級王座決定戦に臨み、3-0（100-90、99–91、98–92）の判定で2冠獲得。
2020年3月20日、ジュリエタ・カルドーゾとのWBA女子世界スーパーバンタム級暫定王座決定戦に臨む予定だったが、新型コロナウイルス感染拡大のため延期された。同年12月5日にカタマルカのClub de Ajedrezで対戦し、2回TKOで暫定王座獲得。
2023年6月10日、マイヤリン・リバスが持つWBA女子世界スーパーバンタム級王座に挑戦するが、5回に負傷判定となり1-1引き分けでレギュラー王座奪取に失敗。
2024年5月11日、メキシコ・アグアスカリエンテスでエリカ・クルスが持つWBA女子世界スーパーバンタム級王座に挑戦し、1-1の判定で引き分けとなり王座奪取に失敗。しかし、マッチルーム・スポーツの依頼でドラッグ・フリー・スポーツによって4月29日に実施されていた薬物検査で、クルスの尿サンプルから3種類の禁止薬物（スタノゾロロール代謝物16b-ヒドロキシスタノゾロロール、3'-ヒドロキシスタノゾロ、フロセミド）の陽性反応が検出されたため、WBAはクルスのWBA女子世界スーパーバンタム級王座を剥奪し同王座は空位となった。
2024年8月24日、ブエノスアイレスにてパウレッテ・バレンスエラとのWBA女子世界スーパーバンタム級王座決定戦に臨み、10回TKOでレギュラー王座獲得。
2025年5月10日、マイエリ・フローレスと3戦連続のメキシコ人ボクサーとの対戦かつWBA王座の初防衛戦に臨むものの、プロ初黒星となる10回1-2（94-96×2、98-92）判定負けで王座から陥落した。

## 戦績
- プロボクシング：17戦 14勝 (8KO) 1敗 2分

| 戦           | 日付           | 勝敗 | 時間    | 内容        | 対戦相手                  | 国籍         | 備考                                                     |
| ------------ | -------------- | ---- | ------- | ----------- | ------------------------- | ------------ | -------------------------------------------------------- |
| 1            | 2018年1月20日  | ☆    | 4R      | 判定3-0     | Paola Farfan              | アルゼンチン | プロデビュー戦                                           |
| 2            | 2018年6月22日  | ☆    | 1R      | TKO         | Elizabeth Britos          | アルゼンチン |                                                          |
| 3            | 2018年8月3日   | ☆    | 6R      | 判定3-0     | Marianela Soledad Ramirez | アルゼンチン |                                                          |
| 4            | 2018年9月14日  | ☆    | 2R      | TKO         | Eliana Yamila Cuello      | アルゼンチン |                                                          |
| 5            | 2018年10月19日 | ☆    | 4R      | TKO         | Elizabeth Britos          | アルゼンチン |                                                          |
| 6            | 2019年3月29日  | ☆    | 6R      | 判定3-0     | Rosa Maria Caraballo      | アルゼンチン |                                                          |
| 7            | 2019年4月12日  | ☆    | 10R     | 判定3-0     | Marinela Soledad Ramirez  | アルゼンチン | FESUBOX女子バンタム級王座決定戦                          |
| 8            | 2019年6月28日  | ☆    | 1R      | TKO         | Valeria Jesica Almirón    | アルゼンチン |                                                          |
| 9            | 2019年10月11日 | ☆    | 6R      | 判定3-0     | Rosa Maria Caraballo      | アルゼンチン |                                                          |
| 10           | 2019年12月28日 | ☆    | 10R     | 判定3-0     | Laura Soledad Griffa      | アルゼンチン | アルゼンチンFAB・FESUBOX女子スーパーバンタム級王座決定戦 |
| 11           | 2020年12月5日  | ☆    | 2R 1:38 | TKO         | ジュリエタ・カルドーゾ    | アルゼンチン | WBA女子世界スーパーバンタム級暫定王座決定戦              |
| 12           | 2022年11月19日 | ☆    | 1R      | TKO         | Paola Ibarra              | ウルグアイ   | WBAフェデラテン女子スーパーバンタム級王座決定戦          |
| 13           | 2023年4月29日  | ☆    | 3R      | TKO         | ジュリエタ・カルドーゾ    | アルゼンチン | WBAフェデラテン防衛1                                     |
| 14           | 2023年6月10日  | △    | 5R      | 負傷判定1-1 | マイヤリン・リバス        | ベネズエラ   | WBA女子世界スーパーバンタム級タイトルマッチ              |
| 15           | 2024年5月11日  | △    | 10R     | 判定1-1     | エリカ・クルス            | メキシコ     | WBA女子世界スーパーバンタム級タイトルマッチ              |
| 16           | 2024年8月24日  | ☆    | 10R     | TKO         | パウレッテ・バレンスエラ  | メキシコ     | WBA女子世界スーパーバンタム級王座決定戦                  |
| 17           | 2025年5月10日  | ★    | 10R     | 判定1-2     | マイエリ・フローレス      | メキシコ     | WBA陥落                                                  |
| テンプレート |                |      |         |             |                           |              |                                                          |

## 獲得タイトル
- FESUBOX女子バンタム級王座
- アルゼンチンFAB女子スーパーバンタム級王座
- FESUBOX女子スーパーバンタム級王座
- WBA女子世界スーパーバンタム級暫定王座（防衛0）
- WBAフェデラテン女子スーパーバンタム級王座
- WBA女子世界スーパーバンタム級王座（防衛0）